# Cerro La Guanota
El Cerro La Guanota (10°04′27″N 64°05′16″O / 10.0742, -64.0878) es una formación de montaña ubicada en una exclusiva región natural al oeste del Cerro La Tristeza, en el límite entre el estado Anzoátegui y Sucre, Venezuela. A una altura promedio de 1.694 m s. n. m. el Cerro La Guanota es una de las montañas más altas en Anzoátegui. No debe confundirse con otros cerros homónimos en el estado Guárico y el municipio Caripe de Monagas.

## Ubicación
El Cerro La Guanota está ubicado en el corazón la Zona Protectora Macizo Montañoso del Turimiquire, parte del sistema montañoso nororiental de la cordillera de la Costa venezolana. El acceso es muy rústico y difícil pero se obtiene por cualquiera de varios caseríos que rodean la montaña al oeste del Cerro La Tristeza y al sur de Cumanacoa.